# パパと歩こう
『パパと歩こう』（パパとあるこう）は、1963年5月27日から同年12月27日までTBS系列の平日13:00 - 13:15（JST）に放送された昼ドラである。全155回。

## 出演者
- 佐野周二
- 家田佳子
- 木浪茂
- 井川邦子
- 長内美那子
- 浜田寅彦
- 永井達郎
- 柳生博
- 若宮隆二
- 清川新吾
- 近松麗江

ほか

## スタッフ
- 脚本：田井洋子、高橋二三、池田一朗、棟明郎、津路嘉郎、蓮池義雄、久板栄二郎、増田耕、福田良二
- 監督：小川清一、出口富雄、下村尭二、神谷吉彦
- 音楽：江口浩司
- プロデューサー：岡本良介
- 制作：TBS、NAC（国際放映）

## 主題歌
- 「パパと歩こう」（歌：倍賞千恵子）
  - 作詞：横井弘／作曲・編曲：江口浩司

## その後
- 本作終了後は、月曜20:00から「朝日放送（当時TBSネット）制作・牛乳石鹸一社提供枠」が移動し、『いつか青空』を開始、次に13:00開始のTBS制作昼ドラが放送されるのは、1970年4月開始の『花王 愛の劇場 愛の荒野』（13:00 - 13:30）である。